# Будущий фильм Рика Романа Во
Работа над новым фильмом Рика Романа Во началась в 2025 году. Автором сценария стал Уорд Пэрри. Главные роли в картине играют Джейсон Стэтхэм, Бодхи Рэй Бритнах, Билл Найи, Наоми Экки и Дэниэл Мэйс.

## Сюжет
Отшельник, живущий на отдалённом шотландском острове, во время шторма спасает из моря девушку, что приводит к череде опасных событий, кульминацией которых становится нападение на его дом, заставляющее его столкнуться со своим тёмным прошлым.

## В ролях
- Джейсон Стейтем
- Бодхи Рэй Бритнах
- Билл Найи
- Наоми Эки
- Дэниел Мэйс

## Производство
В феврале 2025 года в Великобритании и Ирландии начались основные съёмки экшн-триллера без названия, режиссёром которого стал Рик Роман Во, а сценаристом — Уорд Пэрри. В актёрский состав вошли Джейсон Стэтхэм, Бодхи Рэй Бритнах, Билл Найи, Наоми Эки и Дэниел Мэйс. В марте 2025 года съёмки проходили в Эннискерри.